# Emma Finucane
Emma Finucane, född 22 december 2002, är en brittisk tävlingscyklist som tävlar i bancykling.

## Karriär
Finucane tog guld i sprint och silver i lagsprint vid världsmästerskapen i bancykling 2023. Året innan tog hon brons i teamsprinten. Vid Europamästerskapen 2023 tog hon silver i keirin och i lagsprinten. Året efter tog hon guld i sprint samt silver i lagsprinten och i keirin.
Vid OS 2024 tog hon guld i lagsprinten tillsammans med Katy Marchant och Sophie Capewell. I den individuella sprinten och i keirin tog hon brons.